# Football Club Tofaga
Maillots
Le Football Club Tofaga est un club tuvaluan de football fondé en 1980 et basé à Vaitupu, jouant en A-Division.
L'équipe première joue ses matchs au Tuvalu Sports Ground, le seul terrain de football du pays. Le club est amateur mais est l'un des meilleurs des Tuvalu.
Il existe aussi une seconde équipe du club en première division, nommée FC Tofaga B et composée de jeunes joueurs n'ayant pas encore intégré l'équipe première.

## Historique
Le club est fondé en 1980. Depuis sa fondation, il partage le Tuvalu Sports Ground avec tous les autres clubs du pays.
En 2012, Scott Leti est nommé au poste d'entraîneur. Il remporte alors la même saison la Independence Cup, la NBT Cup et la Tuvalu Cup, à l'occasion d'un triplé historique.

## Palmarès
- Championnat des Tuvalu
  - Vainqueur en 2021

- Benson and Hedges Cup
  - Vainqueur en 1997
- Independence Cup
  - Vainqueur en 1998, 2006, 2010, 2012, 2013, 2015 et 2020
  - Finaliste en 2008, 2009 et 2016
- NBT Cup
  - Vainqueur en 2006, 2007, 2008, 2011, 2012 et 2019
  - Finaliste en 2009 et 2013
- Tuvalu Cup
  - Vainqueur en 2010, 2012 et 2013
  - Finaliste en 2009 et 2011
- Christmas Cup
  - Vainqueur en 2010 et 2019
  - Finaliste en 2012 et 2013
- Tutokotasi Cup
  - Vainqueur en 2020